# 柳亭市次郎
柳亭 市次郎（りゅうてい いちじろう、1987年12月6日 - ）は、落語協会所属の落語家。四代目柳亭市馬門下の二ツ目。本名∶杉山 駿一。

## 経歴
愛知県岡崎市出身。2015年2月9日に四代目柳亭市馬に入門。2016年4月1日に前座となる。前座名は「市朗」。
2020年2月11日に橘家文太、柳亭市若、春風亭朝枝と共に二ツ目昇進。「市次郎」と改名。

## 芸歴
- 2015年2月∶四代目柳亭市馬に入門。
- 2016年4月∶前座となる、前座名「市朗」。
- 2020年2月∶二ツ目昇進、「市次郎」と改名。